# ستيفن هيرد
ستيفن هيرد (بالإنجليزية: Stephen Heard)‏ هو سياسي أمريكي، ولد في 1 نوفمبر 1740 في مقاطعة هانوفر في الولايات المتحدة، وتوفي في 15 نوفمبر 1815 في مقاطعة إلبرت في الولايات المتحدة. انتخب حاكم جورجيا ‏ وانتخب عضو مجلس نواب جورجيا.